# Polimnia

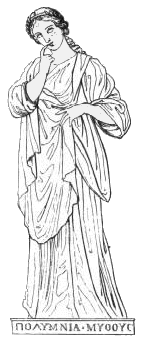
Polimnia în poziție gânditoare

Polimnia, sau Polymnia (Πολυμνία, „cea bogată în imnuri”), este una din cele nouă muze, fiica lui Zeus și a zeiței Mnemosyne. Numele Polyhymnia provine de la reuniunea fonetică a cuvintelor grecești poly, „multe”, și hymnia, „imnuri”. Polimnia era muza pentru retorică, compunerea de imnuri, dans, pantomimă, geometrie și agricultură. În perioada clasică, Polimnia era considerată muza imnurilor religioase.
Polimnia era considerată cea mai serioasă dintre femei. În unele picturi este arătată ca persoană gânditoare, uneori cu un deget dus la gură, îmbrăcată într-o manta lungă, purtând un voal. Se spunea că ar aduce celebritate scriitorului care o clasează ca nemuritoare.
Polimnia este menționată de Hesiod, Apollodorus, Ovidiu și Diodorus Siculus.
Celelalte opt muze sunt: Erato, Euterpe, Calliope, Clio, Melpomene, Terpsichore, Thalia și Urania.